# Gentilés d'Algérie
Pour des articles plus généraux, voir Gentilé et Liste de gentilés.
Un gentilé (concept voisin de l'ethnonyme) est le nom donné aux habitants d'un lieu, un pays, un continent, une région, une province, etc.
- Algérie (l') : Algérien, Algériens, Algérienne, Algériennes  ; adjectif algérien, algériens, algérienne, algériennes et algéro- en composition ; glottonyme : algérien

- Aïn Defla : Deflaoui(s)
- Aïn Témouchent : Témouchentois, Témouchetoise(s)
- Alger : Algérois, Algéroise, Algéroises
- Annaba : Annabi(s), Annabie(s) ou Annabien, Annabienne (Ex-Bône) Bônois, Bônoise(s)
- Batna : Batnéen, Batnéenne, Batnéens, Batnéennes
- Béchar : Bécharien, Bécharienne, Béchariens, Béchariennes
- Béjaïa : Bougiote, Bougiotte, Bougiotes, Bougiottes, Béjaoui, Béjaouia, Béjaouis, Béjaouias
- Biskra : Biskrien, Biskrienne, Biskriens, Biskriennes
- Blida : Blidéen, Blidéenne, Blidéens, Blidéennes
- Bordj Bou Arreridj : Bordjien, Bordjienne, Bordjiens, Bordjiennes
- Bouira : Bouirien, Bouirienne, Bouriens, Bouiriennes
- Boumerdès : Boumerdèssien, Boumerdèssienne, Boumerdèssiens, Boumerdèssiennes
- Chlef : Chlefien, Chlefienne, Chlefiens, Chlefiennes
- Constantine : Constantinois, Constantinoise(s)
- Djelfa : djelfois, djelfoise, djelfoises
- El Bayadh : Bayadhois, Bayadhoise, Bayadhoises
- El Eulma : Eulmien, Eulmienne, Eulmiens, Eulmiennes
- El Oued : Ouedien, Ouedienne, Ouediens, Ouediennes
- El Tarf : Tarfien, Tarfienne, Tarfiens, Tarfien
- Ghardaïa : Ghardaoui(s), Ghardaouie(s)
- Guelma : Guelmois, Guelmoise(s)
- Illizi : Illizien(s), Illizienne(s)
- Jijel : jijelois, jijeloise, jijeloises
- Khenchela : Khenchelit(s), Khenchelite(s)
- Laghouat : Laghouatien, Laghouatienne, Laghouatiens, Laghouatiennes
- Mascara : Mascarois, Mascaroise(s)
- Médéa : Médéen(s), Médéenne(s)
- Mila : Milévien, Milévienne(s)
- Mostaganem : Mostaganemois, Mostaganemoise(s)
- M'Sila : M'Silien, M'Silienne, M'Siliens, M'Siliennes
- Naâma : Naâmois, Naâmoise(s)
- Oran : Oranais, Oranaise(s)
- Ouargla : Ouarglien, Ouarglienne, Ouargliens, Ouargliennes
- Relizane : Relizanais, Relizanaise(s)
- Rouïba : Rouibéen(s), Rouibéenne(s)
- Saïda : saïdien, saïdienne, saïdiens, saïdiennes
- Sétif : sétifien, sétifienne, sétifiens, sétifiennes
- Sidi Bel Abbès : Bel-Abbésien, Bel-Abbésienne(s)
- Skikda : Skikdien, Skikdienne, Skikdiens, Skikdienne, Skikdiennes
- Souk Ahras : Souk Ahrasien, Souk Ahrasienne, Souk Ahrasiens, Souk Ahrasiennes
- Tamanrasset : Tamrassetois, Tamrassetoise, Tamrassetoises
- Tébessa : Tébessois, Tébessoise, Tébessoises
- Tiaret : Tiaretois, Tiaretoise, Tiaretoises
- Tindouf : Tindoufien, Tindoufienne, Tindoufiens, Tindoufiennes
- Tipaza : Tipazien, Tipazienne, Tipaziens, Tipaziennes
- Tissemsilt : Tissemsiltois, Tissemsiltoise(s)
- Tizi Ouzou : Tzi ouzien, Tizi ouzienne, Tizi ouziens, Tizi ouziennes
- Tlemcen : Tlemcénien, Tlemcéniens, Tlemcénienne, Tlemcéniennes
- Touggourt : Touggourtois, Touggourtoise, Touggourtoises